# 蒙图利耶
蒙图利耶（法語：Montouliers，法語發音：[mɔ̃tulje]）是法国埃罗省的一个市镇，位于该省西南部，属于贝济耶区。

## 地理
蒙图利耶（43°20'17"N, 2°54'23"E）面积7.7 平方千米，位于法国奧克西塔尼大區埃罗省，该省份为法国南部沿海省份，南濒地中海，西南接奥德省，西北接塔恩省和阿韦龙省，东北与加尔省接壤。
与蒙图利耶接壤的市镇（或旧市镇、城区）包括：阿热利耶、比兹米内尔瓦、克吕济。

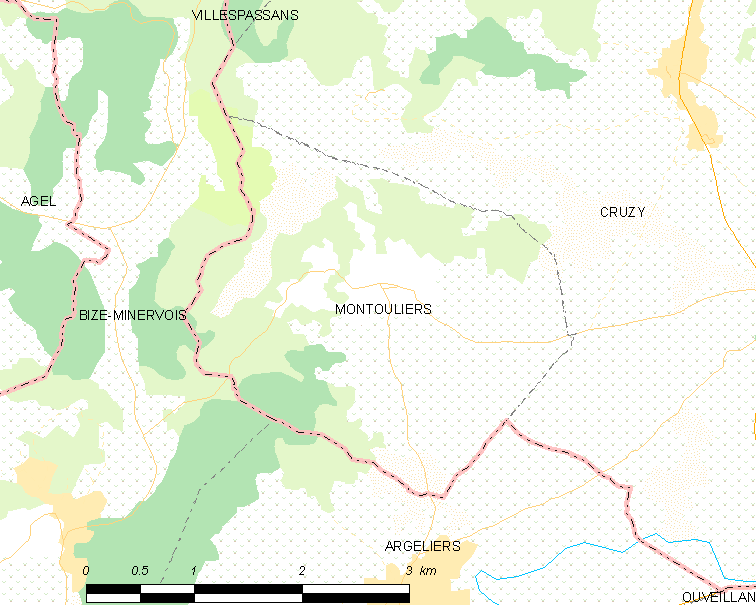
蒙图利耶的OSM定位图

蒙图利耶的时区为UTC+01:00、UTC+02:00（夏令时）。

## 行政
蒙图利耶的邮政编码为34310，INSEE市镇编码为34170。

## 政治
蒙图利耶所属的省级选区为圣庞斯德托米耶尔县。

## 人口

1962-2008年间蒙图利耶人口变化图示

蒙图利耶于2022年1月1日时的人口数量为232人。